# 方宸
方宸（1475年—？年），字廷表，四川成都府新繁縣軍籍福建莆田县人。

## 生平
治《詩經》，行四，由國子生中式四川鄉試第四十二名舉人，年三十四歲中式正德三年（1508年）戊辰科會試第一百四十五名，第三甲第二十六名進士。

## 家族
曾祖方文。祖父方子壽。父方毓。母张氏。永感下，兄方瓒、方宣，监生、方寰、弟方宇。